# Phlojodicarpus dahuricus
Phlojodicarpus dahuricus är en flockblommig växtart som beskrevs av Porphir Kiril Nicolai Stepanowitsch Turczaninow. Phlojodicarpus dahuricus ingår i släktet Phlojodicarpus och familjen flockblommiga växter. Inga underarter finns listade i Catalogue of Life.